# 1 Wileński Pułk Artylerii Lekkiej
1 (101) Wileński Pułk Artylerii Lekkiej im. gen. Bema (1 pal) – oddział artylerii lekkiej Wojska Polskiego we Francji.
Pułk był organiczną jednostką artylerii 1 Dywizji Grenadierów. Według numeracji francuskiej oddział nosił numer 101.

## Formowanie i zmiany organizacyjne
W początkowych dniach grudnia 1939 roku utworzono w obozie Coëtquidan dywizjon specjalny artylerii pod dowództwem mjr Kazimierza Skrzywana. W ramach tego dywizjonu przystąpiono do organizowania kadr i zawiązków 1 pułku artylerii lekkiej i 1 pułku artylerii ciężkiej dla rozpoczynającej formowanie 1 Dywizji Piechoty. 9 grudnia 1939 r. do dywizjonu dostarczono 10 armat 75 mm i 2 haubice 155 mm i przystąpiono do szkolenia artylerzystów. 30 grudnia ukazał się rozkaz dowódcy dywizji płk. dypl. Zygmunta Bohusza-Szyszko o formowaniu na bazie części dywizjonu specjalnego, 1 pułku artylerii lekkiej i 10 dywizyjnej baterii artylerii przeciwpancernej podporządkowanej pułkowi organizacyjnie. Miejscem formowania było miasteczko Baignon i najbliższa okolica. Jednak do formowania 10 baterii ppanc. przystąpiono z opóźnieniem dopiero w marcu 1940 roku. W tworzonym pułku oficerowie wywodzili się niemal w całości z Polski, większość podoficerów również, natomiast 30% szeregowych spośród ochotników przybyłych z kraju. Pozostali wywodzili się z poborowych z Polonii zamieszkałej we Francji i Belgii. Prowadzono szkolenie w miarę możliwości z pozyskiwanym sukcesywnie uzbrojeniem i wyposażeniem. W okresie od 27 marca do 2 kwietnia 1940 roku pułk odbył na poligonie dwa strzelania artyleryjskie. W okresie od 16-18 kwietnia 1940 roku pułk został przewieziony do strefy frontowej w Lotaryngii, rozmieszczono go w Ruppes. Podczas wizyty w dywizji Naczelnego Wodza gen. Władysław Sikorskiego 3 maja 1940 roku pułk otrzymał pełną nazwę "1 Wileński Pułk Artylerii Lekkiej im. gen. J. Bema", nazwa ta zostały zatwierdzone rozkazem NW z dnia 1 czerwca 1940 r. 15 maja pułk wraz z dywizją został przesunięty na zaplecze frontu francuskiej 4 Armii, zajmując rejon miejscowości Serres. W wyposażeniu pułku brakowało przyrządów optyczno-pomiarowych, broni plot, sprzętu łączności. Otrzymano amunicję i prowadzono strzelania i ćwiczenia, w tym manewrowe. 24 maja pułk wraz z resztą artylerii dywizyjnej pod dowództwem gen. R. Niemiry przeszedł do dyspozycji francuskiego XX Korpusu, na odcinku Sarre.

## Działania bojowe
26 maja 10 bateria artylerii ppanc. wraz z dywizyjną kompanią ppanc. została przesunięta na odcinek francuskiej 52 DP i podporządkowana jej dowództwu, organizowały zaporę ppanc. w II rzucie obrony tej dywizji. Artyleria dywizyjna została podzielona na dwa zgrupowania, w zgrupowaniu "O" znalazł się dywizjon III/1 pal, natomiast w zgrupowaniu "B" pod dowództwem płk Brzeszczyńskiego dywizjon I/1 pal i dowództwo pułku. Dywizjon II/1 pal wszedł w skład zgrupowania francuskiej artylerii płk Bourgeois. Zgrupowania zajęły stanowiska ogniowe w nocy 27/28 maja 1940 roku w rejonach: zgrupowanie "O" w Diffenbach les Hellimer, zgrupowanie "B" we Fremestroff, a II/1 pal w Lelling, od nocy 5/6 czerwca przesunięty do rejonu Sarralbe. Od 31 maja 1940 roku pułk przystąpił do walki uczestnicząc w trzydniowym pojedynku artyleryjskim w rejonie Bois-de-Vitz. Dodatkowo dywizjony II i III ostrzeliwały piechotę niemiecką z wozami pancernymi na pozycji Puttelange. W wyniku skutecznego i silnego ognia nieprzyjaciel zmuszony był opuścić miasto St. Avold. 2 czerwca NW gen Sikorski wizytował I/1 pal na stanowiskach ogniowych. Od 4 do 10 czerwca z tych samych stanowisk ogniowych pułk prowadził ostrzał wykrytych celów na liniach i zapleczu niemieckim. Od 11 do 13 czerwca pułk prowadził intensywny pojedynek artyleryjski z przygotowującą się do natarcia artylerią niemiecką. Pułk był intensywnie atakowany przez lotnictwo nieprzyjaciela w rejonie stanowisk ogniowych tracąc w dniach 13 i 14 czerwca 15 poległych, 40 rannych żołnierzy i 242 konie. 14 czerwca wojska niemieckie przy niezwykle silnym wsparciu ogniowym artylerii i lotnictwa przystąpiły do natarcia. W pojedynkach ogniowych i ogniu kontrbateryjnym prowadzonym przez wrogą artylerię zostały ostrzelane jednocześnie wszystkie baterie pułku, tracąc do godziny 8.00, 4 haubice. Po uzyskaniu powodzenia wojska niemieckie rozpoczęły likwidację obrony francuskich wojsk fortecznych i 52 DP.  Drugorzutowa Polska 1 DGren. zajęła pozycje obronne i w godzinach popołudniowych przyjęła uderzenie i odpieranie niemieckiego natarcia. W nocy 14/15 artyleria dywizyjna powróciła w podporządkowanie macierzystej dywizji zmieniając stanowiska ogniowe. Równocześnie od 15 czerwca pułk prowadził działania opóźniające zmieniając stanowiska ogniowe. Walcząca w polskim zgrupowaniu ppanc. mjr Kosiora 10 bateria art. ppanc na odcinku francuskiej 52 DP nie powiadomiona o odwrocie została w większości unicestwiona 16 czerwca w nocy. Resztki jej z dwoma działami 47 mm dołączyły do pułku tego samego dnia. W rejonie miasteczka Dieuze 16 czerwca III dywizjon oraz 2 i 6 baterie wspierały w walce oddziały wydzielone dywizji z 1 i 2 pułku grenadierów. W dniach 17 i 18 czerwca dywizja organizowała obronę na linii kanału Marna-Ren w rejonie miejscowości Lagarde. Do wsparcia 2 pułku grenadierów przydzielono I dywizjon i jako dowództwo zgrupowania sztab 1 pal, natomiast 3 pułk grenadierów wspierał III dywizjon. Dowódca pułku płk Brzeszczyński zajął stanowisko dowódczo-obserwacyjne w Xousse. Pułk prowadził w dniu 17 czerwca ognie nękające i ognie zaporowe na podchodzące oddziały niemieckie. Jedynie udzielił silnego wsparcia dla polskiego kontrataku 3 pułku grenadierów i batalionu 1 pułku grenadierów likwidujących uchwycony przyczółek przez nieprzyjaciela na kanale. 18 czerwca od godz. 6.00 pułk prowadził pojedynek artyleryjski z niemieckimi bateriami tracąc w jego wyniku jako zniszczone centralę telefoniczną i strzelniczą. Nieprzyjaciel uchwycił przyczółki na odcinkach obu pierwszorzutowych pułków grenadierów, spychając broniącą się dywizję z linii kanału. I dywizjon prowadził ogień na wprost do niemieckich czołgów. Nocą 18/19 czerwca 1 pal wspierał ogniem bezpośrednim osłaniający odwrót 1 DGren. francuski 49 pułk piechoty, ze stanowisk ogniowych w rejonie wsi Pettonville. 1 Dywizja Grenadierów obsadziła odcinek obrony Baccarat-Merveiller, z przedpola dotarł w dniu 20 czerwca cały 1 pal. Tego dnia pułk włączył się do walk prowadząc ogień na podchodzące oddziały nieprzyjaciela. Nocą 20/21 czerwca dywizja prowadząc walki odwrotowe zajęła rubież Raon l'Ètape. Rano o godz. 8.00 dowódca dywizji polecił nadać sygnał "4444", na który nastąpiło zniszczenie uzbrojenia i rozproszenie żołnierzy pułku. Za udział w kampanii odznaczonych zostało Krzyżem Złotym VM (IV Kl.) 3 oficerów, Krzyżem Srebrnym VM (V Kl.) 13 żołnierzy, Krzyżem Walecznych 133 żołnierzy, ZKZ z M 1 żołnierz, SKZ z M 8 żołnierzy, BKZ z M ok. 30 żołnierzy.

## Organizacja i obsada personalna pułku
Organizacja i obsada personalna pułku
Dowództwo
- dowódca pułku – płk dypl. Stefan Brzeszczyński[1](18 XII 1939 - 21 VI 1940)
- adiutant – kpt. Konstanty Harting
- szef sztabu – mjr dypl. Kazimierz Waygart
- francuski oficer łącznikowy przy sztabie 1 pal — mjr Pierre Foucher[1]

I dywizjon

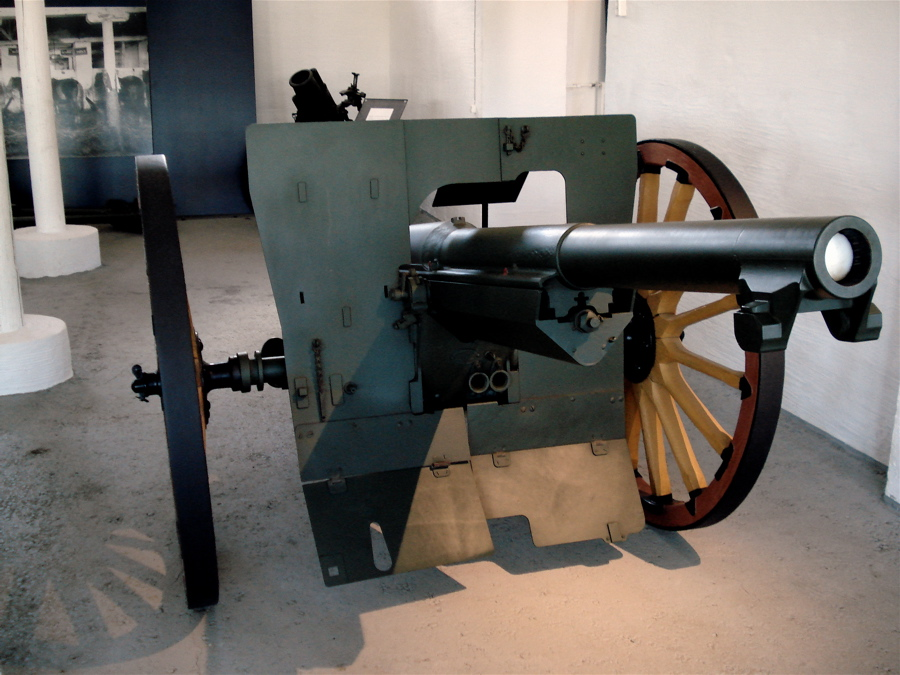
Armata 75 mm wz. 1897

- dowódca dywizjonu – ppłk Tadeusz Rohoziński[1]
- zastępca dowódcy dywizjonu – kpt. Franciszek Rutkowski
- oficer obserwacyjny – ppor. Tadeusz Dziadur
- dowódca 1 baterii – por. Marian Litwinow
- dowódca 2 baterii – kpt. Michał Dawiskiba
- oficer ogniowy baterii – por. Janusz Zgierski
- dowódca plutonu – ppor. Alfons Maćkowiak
- dowódca plutonu – asp. Witold Kucharski
- dowódcy 3 baterii – kpt. Józef Kwieciński

II dywizjon
- dowódca dywizjonu – ppłk Kazimierz Stafiej[1]
- zastępca dowódcy dywizjonu – kpt. Szylagy
- oficer obserwacyjny – ppor. rez. Michał Sczaniecki
- dowódca 4 baterii – kpt. Piotr Doliński
- dowódcy 5 baterii – mjr Józef Stojewski-Rybczyński
- dowódcy 6 baterii – kpt. Stanisław Hymol

III dywizjon
- dowódca dywizjonu – mjr Henryk Spaltenstein[1]
- zastępca dowódcy dywizjonu – kpt. Bogusław Szczerkowski
- oficer obserwacyjny – ppor. Edward Ossowski
- dowódca 7 baterii – por. Mieczysław Zieliński
- oficer ogniowy – ppor. Józef Biczysko
- dowódca plutonu – ppor. Henryk de Lapierre
- dowódca plutonu – ppor. Wilhelm Geliner
- dowódca 8 baterii – kpt. Stanisław Osiecki
- dowódca 9 baterii – kpt. Zbigniew Czyżewski

pluton łączności
- dowódca plutonu – kpt. Zachuta

10 bateria artylerii przeciwpancernej
- dowódca baterii - kpt. Sergiusz Ursyn-Szantyr[11]